# Станиша Новаковић
Станиша Новаковић, рођен 10. фебруара 1930. у Београду - 8. новембар 1992. је српски филозоф.

## Биографија
Дипломирао је филозофију 1954. године, а од 1961. је радио као истраживач у Одељењу за филозофију Института друштвених наука. Докторирао је 1964. године. Од 1966. је био научни сарадник у Институту друштвених наука (од 1967. у Центру за социолошка истраживања). Од 1973. године је виши научни сарадник у Економском институту, где се бавио проблемом науке о науци. Од 1978. је ванредни, а од 1983. године редовни професор Опште методологије и Филозофије науке на Филозофском факултету у Београду. Био је на бројним усавршавањима у иностранству и објавио је преко десет радова у међународним публикацијама.

### Филозофске студије
- Проблем разграничења науке и метафизике у савременој емпиристичкој филозофији, 1965.
- Проблем метафизике у савременој аналитичкој филозофији, дисертација, 1967.
- Хипотеза и сазнање, 1984.
- Увод у општу методологију и историја методолошке мисли, 1994.
- Филозофија науке у првој половини XX века, хрестоматија текстова, 1998.

Часопис Theoria, vol. XL, бр. 4, 1997. 187-192. објавио је библиографију с 80 радова Станише Новаковића.